# Puente Nuevo Edén de San Juan
El puente Nuevo Eden de San Juan es el puente más largo de la carretera Longitudinal del Norte y el tercero de todo El Salvador. Ubicado en los municipios de Ciudad Dolores, en Cabañas, y Nuevo Edén de San Juan, al norte de San Miguel, es parte de la nueva carretera que une toda la zona norte de El Salvador, llamada también la Longitudinal del Norte. Fue construido a partir de las gestiones realizadas por "FOMILENIO" (MCC).

## Historia
Se trata del puente más largo de la carretera longitudinal del norte. Con una longitud de 330 metros, abre una vía de oportunidades productivas y comerciales en la zona norte de El Salvador y al resto de todo el país, principalmente a los municipios aledaños porque antes tenían que usar un ferry para circular entre los departamentos de Cabañas y San Miguel. Anteriormente, la única vía de comunicación entre ambos departamentos era un carril provisional de tubos y tierra en verano y un ferry en invierno. Hoy el puente permite que los vehículos transiten con mayor fluidez por la zona.

## Información general
El "Puente Nuevo Eden de San Juan" está ubicado entre los departamentos de Cabañas y San Miguel desde Ciudad Dolores, en Cabañas, y Nuevo Edén de San Juan, al norte de San Miguel. El puente se localiza sobre el Río Lempa, en el municipio Nuevo Eden de San Juan he allí porque el nombre y presenta la particularidad de ser el más largo de toda la zona norte del país. Este puente tiene una longitud total de 330 metros, con una distribución de seis luces parciales de 40 m y 20 m ubicadas sobre el cauce principal del río; cuenta con fundaciones directas sobre macizo rocoso y pilares incrustados en el cauce del río; su superestructura está formada por una viga cajón de concreto postensada de peralte variable.
- Empresa responsable de la construcción: ASTALDI, S.A.
- Tiempo en el que se construyó: 26 MESES
- Monto: US$ 17 M
- Beneficiarios directos: 75 Mil habitantes
- Beneficiarios indirectos: 7 millones de habitantes

FOMILENIO es una institución nueva, creada para un período definido de cinco años, con el propósito de administrar y supervisar la ejecución de su programa de trabajo con los fondos de la donación de la Corporación del Reto del Milenio (MCC).
Descripción
El 29 de noviembre de 2006, El Salvador recibió la cooperación no reembolsable más grande en la historia del país. Estados Unidos, por medio de la Millennium Challenge Corporation (MCC), que premia el esfuerzo de naciones que cumplen con indicadores como gobernar con justicia, invertir en la gente y promover la libertad económica, le otorgó 461 millones de dólares.

## Turismo
El Puente en si, es una estación obligada en la Carretera Longitudinal del Norte ya que su impresionante estructura hace detenerse para apreciar la vista del río, las montañas y la vegetación, el puente es una vía de gran importancia para la zona norte del país que tiene un potencial turístico importante ya que por mucho tiempo el acceso a esas zonas era difícil, porque carecía de una carretera principal y poca inversión.